# All Or Nothing World Tour
All Or Nothing World Tour는 2NE1의 첫 번째 콘서트 투어이자 두 번째 월드 투어이다. 2NE1은 2014년 3월 1일 서울 SK올림픽핸드볼경기장에서 열린 2014 2NE1 World Tour in Seoul : All Or Nothing을 시작으로 대한민국, 일본, 중국 등 9개국, 서울, 홍콩, 싱가포르, 요코하마 등 16개 도시에서 20회 공연을 개최하였다. 2NE1은 3월 1일과 2일, 이틀간 서울 공연이 끝난 뒤 팬들의 아쉬운 마음을 달래기 위해 ALL OR NOTHING AFTER PARTY를 개최하였다.

## 투어 일정
| 날짜             | 도시         | 국가       | 장소                            | 관객수       |
| ---------------- | ------------ | ---------- | ------------------------------- | ------------ |
| 2014년 3월 1일   | 서울         | 대한민국   | SK올림픽핸드볼경기장            | 14,000       |
| 2014년 3월 2일   | 서울         | 대한민국   | SK올림픽핸드볼경기장            | 14,000       |
| 2014년 3월 22일  | 홍콩         | 중국       | 아시아 월드 아레나              | 9,000        |
| 2014년 4월 11일  | 상하이       | 중국       | 상하이 인도어 스타디움          | 8,000        |
| 2014년 4월 19일  | 베이징       | 중국       | 마스터 카드 센터                | 10,000       |
| 2014년 4월 26일  | 타이베이     | 태국       | 타이베이 대학교 체육관          | 8,000        |
| 2014년 4월 27일  | 타이베이     | 태국       | 타이베이 대학교 체육관          | 8,000        |
| 2014년 5월 17일  | 마닐라       | 필리핀     | MOA 아레나                      | 13,000       |
| 2014년 5월 24일  | 쿠알라룸푸르 | 말레이시아 | 스타디움 느가라                 | 7,000        |
| 2014년 6월 8일   | 자카르타     | 인도네시아 | 마타 일랑 인터내셔널 스타디움   | 7,000        |
| 2014년 6월 28일  | 싱가포르     | 싱가포르   | 싱가포르 인도어 스타디움        | 10,000       |
| 2014년 7월 5일   | 요코하마     | 일본       | 요코하마 아레나                 | 34,000       |
| 2014년 7월 6일   | 요코하마     | 일본       | 요코하마 아레나                 | 34,000       |
| 2014년 7월 12일  | 고베         | 일본       | 고베 월드 기념 홀               | 16,000       |
| 2014년 7월 13일  | 고베         | 일본       | 고베 월드 기념 홀               | 16,000       |
| 2014년 8월 2일   | 양곤         | 미얀마     | 미얀마 양곤 MEP                 | 11,000       |
| 2014년 8월 20일  | 호치민       | 베트남     | 푸토 인도어 스타디움            | 6,000        |
| 2014년 8월 23일  | 방콕         | 태국       | 임팩트 아레나 무앙 통 타니      | 9,000        |
| 2014년 9월 20일  | 광저우       | 중국       | 광저우 인터내셔널 스포츠 아레나 | 10,000       |
| 2014년 10월 17일 | 마카오       | 중국       | 코타이 아레나                   | 9,000        |
| 20일 공연        | 16개 도시    | 11개 국가  | 합계:                           | 통산 181,000 |

## 세트 리스트
1. "Intro Visual"
2. "Crush"
3. "Fire"
4. "박수 쳐"
5. "Pretty Boy"
6. "Don't stop the Music"
7. " Video transition"
8. "그리워해요"
9. "살아 봤으면 해"
10. "Come Back Home (Unplugged)"
11. " Ugly"
12. " I Love You"
13. "Come Back Home"
14. "너 아님 안돼"
15. "Do You Love Me"
16. "Happy MV"
17. "나쁜 기집애"
18. "멘붕"
19. "Scream"
20. "내가 제일 잘 나가"
21. "I Don't Care"
22. "Go Away"

앵콜 :
1. "Lonely"
2. "In Or Out" (in 마닐라)
3. "내가 제일 잘 나가" / "너 아님 안돼"
4. "Please Don't Go (in 광저우)
5. "Can't Nobody"
6. "Baby I Miss You" (BTS Video)

1. "Intro Visual"
2. "Crush"
3. "Fire"
4. "박수 쳐"
5. "Don't stop the Music"
6. " Video transition"
7. "살아 봤으면 해"
8. "Come Back Home"
9. "너 아님 안돼"
10. "Do You Love Me"
11. "Happy M/V"
12. "나쁜 기집애"
13. "멘붕"
14. "Scream"
15. "내가 제일 잘 나가"
16. "I Don't Care"
17. "Go Away"

앵콜 :
1. "Lonely"
2. "너 아님 안돼"
3. "Can't Nobody"
4. "Baby I Miss You" (BTS Video)